# Gabriel Campillo
Gabriel Campillo (født 19. december 1978) er en spansk tidligere professionel bokser, der konkurrerede fra 2002 til 2015 og var WBA letsværvægtverdensmester fra fra 2009 til 2010.

## Professionelle karriere
Campillo fik sin professionelle debut den 2. februar 2002, som sluttede i en fire omganges no contest mod David Hernandez. Den 20. september 2008 kæmpede Campillo om den Europæiske supermellemvægts-titel, men tabte en tolv-omgangs tæt pointafgørelse til tyske Karo Murat. I sin næste kamp, den 8. marts 2009, vandt Campillo sit første store regionale mesterskab ved at score en enstemmig afgørelse over den regerende European Union-supermellemvægtsmester, danske Lolenga Mock .
Den 18. februar 2012 tabte han en split decision til IBF-letsværvægt-verdenmesteren Tavoris Cloud. På trods af at han blev slået ned 2. gange i første omgange, kom Campillo tilbage og vandt de fleste af de resterende omgange i mange af ringsideobservatørernes øjne.
I sin sidste serie af kampe led Campillo mange knockout-nederlag til Sergey Kovalev, Andrzej Fonfara, Artur Beterbiev og Marcus Browne.